# Manfred Rößner
Manfred Rößner (* 26. April 1929) ist ein ehemaliger deutscher Fußballtorwart, der in den 1950er-Jahren bei Stahl/Motor Altenburg Erstligafußball betrieb.

## Vorbemerkung
Mit Manfred, Erich und Herbert spielten drei Rößners zur gleichen Zeit bei Stahl/Motor Altenburg. Den unten aufgeführten Quellen fiel es offensichtlich schwer, die Spieler auseinanderzuhalten, sodass vieles durcheinander geraten ist. Mit Einschränkungen die zuverlässigste Quelle ist die fuwo, wenn auch dort mehrmals der Vorname nicht erwähnt ist. Trotzdem wurde bei der Urfassung des vorliegenden Artikels die fuwo als Grundlage genommen, wenn auch insbesondere im Vergleich zu den Weblinks erhebliche Differenzen bestehen. 

## Sportliche Laufbahn
Mit 21 Jahren erschien Manfred Rößner in der Saison 1950/51 erstmals als Torwart im Oberliga-Spieleraufgebot der Zentralen Sportgemeinschaft Altenburg. Er wurde in der Presse als Nummer eins im Tor genannt und bestritt auch zu Saisonbeginn vier Oberligaspiele. Danach wurde er vom bisherigen Stammtorwart Walter Jäschke abgelöst und kam nur noch in der Rückrunde zu einem weiteren Einsatz. Nachdem Jäschke im Sommer 1951 zu Eintracht Braunschweig gewechselt hatte, wurde Rößner in der Spielzeit 1951/52 tatsächlich erster Torwart in Altenburg, wo sich die ZSG in BSG Stahl umbenannt hatte. Bis zum März 1952 stand er in 28 Oberligaspielen im Tor. Zu diesem Zeitpunkt befand sich die BSG Stahl in akuter Abstiegsnot, die Spielertrainer Herbert Klemig durch den Einbau jüngerer Spieler zu stoppen suchte. Dieser Maßnahme fiel auch Rösner zum Opfer, der durch den zwei Jahre jüngeren Hans Kämpfer ersetzt wurde und in dieser Saison nicht mehr zum Einsatz kam. Trotz aller Bemühungen stieg Stahl Altenburg aus der Oberliga ab. In der zweitklassigen DDR-Liga verlor Manfred Rößler endgültig seinen Stammplatz in der nun als Motor Altenburg antretenden BSG. Bis zu seinem Ausscheiden im Winter 1955 kam er in den 65 ausgetragenen Ligaspielen noch auf 23 Einsätze.